# Arry (Mosel·la)
Arry és un municipi francès, situat al departament del Mosel·la i a la regió del Gran Est. L'any 2007 tenia 463 habitants.

## Demografia

### Població
El 2007 la població de fet d'Arry era de 463 persones. Hi havia 168 famílies, de les quals 36 eren unipersonals (24 homes vivint sols i 12 dones vivint soles), 40 parelles sense fills, 76 parelles amb fills i 16 famílies monoparentals amb fills.
La població ha evolucionat segons el següent gràfic:
Habitants censats

### Habitatges
El 2007 hi havia 177 habitatges, 168 eren l'habitatge principal de la família, 2 eren segones residències i 7 estaven desocupats. 165 eren cases i 11 eren apartaments. Dels 168 habitatges principals, 146 estaven ocupats pels seus propietaris, 16 estaven llogats i ocupats pels llogaters i 6 estaven cedits a títol gratuït; 1 tenia una cambra, 4 en tenien dues, 13 en tenien tres, 36 en tenien quatre i 114 en tenien cinc o més. 142 habitatges disposaven pel capbaix d'una plaça de pàrquing. A 57 habitatges hi havia un automòbil i a 101 n'hi havia dos o més.

### Piràmide de població
La piràmide de població per edats i sexe el 2009 era:
| Homes | Edats   | Dones |
| ----- | ------- | ----- |
| 0     | 95 o +  | 0     |
| 0     | 90 a 94 | 0     |
| 0     | 85 a 89 | 0     |
| 0     | 80 a 84 | 4     |
| 4     | 75 a 79 | 12    |
| 0     | 70 a 74 | 4     |
| 20    | 65 a 69 | 16    |
| 8     | 60 a 64 | 16    |
| 8     | 55 a 59 | 4     |
| 24    | 50 a 54 | 20    |
| 24    | 45 a 49 | 4     |
| 16    | 40 a 44 | 12    |
| 12    | 35 a 39 | 24    |
| 8     | 30 a 34 | 12    |
| 20    | 25 a 29 | 24    |
| 12    | 20 a 24 | 4     |
| 0     | 15 a 19 | 20    |
| 36    | 10 a 14 | 4     |
| 20    | 5 a 9   | 4     |
| 28    | 0 a 4   | 0     |

## Economia
El 2007 la població en edat de treballar era de 305 persones, 227 eren actives i 78 eren inactives. De les 227 persones actives 207 estaven ocupades (116 homes i 91 dones) i 20 estaven aturades (6 homes i 14 dones). De les 78 persones inactives 24 estaven jubilades, 28 estaven estudiant i 26 estaven classificades com a «altres inactius».

### Ingressos
El 2009 a Arry hi havia 175 unitats fiscals que integraven 482,5 persones, la mediana anual d'ingressos fiscals per persona era de 19.753 €.

### Activitats econòmiques
Dels 14 establiments que hi havia el 2007, 2 eren d'empreses de fabricació d'altres productes industrials, 3 d'empreses de construcció, 1 d'una empresa de transport, 3 d'empreses d'hostatgeria i restauració, 1 d'una empresa immobiliària, 3 d'empreses de serveis i 1 d'una entitat de l'administració pública.
Dels 5 establiments de servei als particulars que hi havia el 2009, 1 era un taller de reparació d'automòbils i de material agrícola, 1 guixaire pintor, 1 lampisteria, 1 empresa de construcció i 1 restaurant.
L'any 2000 a Arry hi havia 10 explotacions agrícoles que ocupaven un total de 532 hectàrees.

## Equipaments sanitaris i escolars
El 2009 hi havia una escola elemental.

## Poblacions més properes
El següent diagrama mostra les poblacions més properes.